# 卡维洛
卡维洛，墨西哥阿瓜斯卡连特斯州城市，位于该州西部，为该州第2大城市。卡维洛是卡维洛自治区的行政中心。

## 主要景点
- 卡维洛主广场，建于1778年，以其桔树而闻名。
- Malpaso水坝，又名内萨瓦尔科约特尔水坝。